# NGC 27
NGC 27 è una galassia a spirale situata nella costellazione di Andromeda. È stata scoperta il 3 agosto 1884 dall'astronomo statunitense Lewis Swift. Forma una coppia di galassie con la vicina PGC 731.